# Pleurocollybia versiformis
Pleurocollybia versiformis är en svampart som först beskrevs av Miles Joseph Berkeley, och fick sitt nu gällande namn av David Norman Pegler 1977. Pleurocollybia versiformis ingår i släktet Pleurocollybia och familjen Tricholomataceae.   Inga underarter finns listade i Catalogue of Life.